# Funaria capillaris
Funaria capillaris är en bladmossart som beskrevs av Warnstorf 1915. Funaria capillaris ingår i släktet spåmossor, och familjen Funariaceae. Inga underarter finns listade i Catalogue of Life.